# Municipio de San Dionisio del Mar
El municipio de San Dionisio del Mar es uno de los 570 municipio en que se divide el estado mexicano de Oaxaca. Se encuentra ubicado en el istmo de Tehuantepec al oriente del estado. Su cabecera municipal es el pueblo del mismo nombre.

## Geografía
El territorio de San Dionisio del Mar se encuentra ubicado en el istmo de Tehuantepec y entre la Laguna Superior y la Laguna Inferior, lo forma un sector continental y una larga y estrecha península que divide ambas lagunas, y un sector aislado por el estrecho que comunica ambas lagunas y que forma parte de otra península. Forma parte de la región Istmo y del distrito de Juchitán.
Su extensión territorial es de 356.104 kilómetros cuadrados que equivalen a 0.38% de la extensión total del estado de Oaxaca. Sus coordenadas geográficas extremas son 16° 12′ - 16° 27′ de latitud norte y 94° 36′ - 94° 52′ de longitud oeste; su territorio es mayoritariamente plano, alcanzado un máximo de 400 y un mínimo de 0 de metros sobre del nivel del mar.
Limita al oeste y al suroeste con el municipio de Heroica Ciudad de Juchitán de Zaragoza, al norte con el municipio de Unión Hidalgo y el municipio de Santiago Niltepec, al noreste con el municipio de San Francisco Ixhuatán y al este con el municipio de San Francisco del Mar. En su extremos sur tiene costa en el Golfo de Tehuantepec del Océano Pacífico.

## Demografía
De acuerdo a los resultados del Censo de Población y Vivienda realizado en 2010 por el Instituto Nacional de Estadística y Geografía; la población total del municipio de San Dionisio del Mar es de 5 098 habitantes, de los cuales 2 582 son hombres y 2 516 son mujeres.
La densidad de población asciende a un total de 14.32 personas por kilómetro cuadrado.

### Localidades
El municipio incluye en su territorio un total de seis localidades. Las principales, considerando su población del censo de 2010 son:
| Localidad                 | Población (2010) |
| ------------------------- | ---------------- |
| San Dionisio del Mar      | 3 140            |
| Huamúchil                 | 1 828            |
| San Dionisio Pueblo Viejo | 93               |
| Colonia Buenos Aires      | 20               |
| Colonia Puerto Ángel      | 11               |
| Playa Copalito            | 6                |
| Total municipio           | 5 098            |

## Política
El gobierno del municipio de San Dionisio del Mar se rige por principio de usos y costumbres a partir de 2014, mismo que se encuentra vigente en un total de 424 municipios del estado de Oaxaca y en las cuales la elección de autoridades se realiza mediante las tradiciones locales y sin la intervención de los partidos políticos. 
El ayuntamiento de San Dionisio del Mar está integrado por el presidente municipal, un síndico y un cabildo integrado por cuatro regidores.

### Representación legislativa
Para la elección de diputados locales al Congreso de Oaxaca y de diputados federales a la Cámara de Diputados federal, el municipio de Santa Catarina Zapoquila se encuentra integrado en los siguientes distritos electorales:
Local:
- Distrito electoral local de 20 de Oaxaca con cabecera en Heroica Ciudad de Juchitán de Zaragoza.[4]

Federal:
- Distrito electoral federal 7 de Oaxaca con cabecera en Ciudad Ixtepec.[5]

### Presidentes municipales
| Nombre                       | Período     | Partido                 |
| ---------------------------- | ----------- | ----------------------- |
| Miguel López Castellanos     | 2011 - 2013 |                         |
| Jorge Bustamante García      | 2014 - 2016 | Administrador municipal |
| Teresita de Jesús Luis Ojeda | 2017 - 2019 |                         |
| Magaly Martínez Gómez        | 2020 - 2021 |                         |
| Sonia Luisa Gallegos         | 2022 - 2024 |                         |
| Gregorio Pérez Matus         | 2025 - 2027 |                         |